# Mojkovac (kommun)
Mojkovac (serbiska: Општина Мојковац, Мојковац, albanska: Mojkovaci) är en kommun i Montenegro. Den ligger i den centrala delen av landet. Antalet invånare är 4 120. Arean är 367 kvadratkilometer.
Terrängen i Mojkovac är kuperad åt nordost, men åt sydväst är den bergig.
Följande samhällen finns i Mojkovac:
- Mojkovac